# National Inventors Hall of Fame
Die National Inventors Hall of Fame (deutsch etwa Nationale Ruhmeshalle der Erfinder) ist eine Organisation, die bedeutende Erfinder aus den USA und auch aus anderen Ländern ehrt. Sie hat ein Museum in Akron (Ohio) und eine jährliche Einsetzungszeremonie.

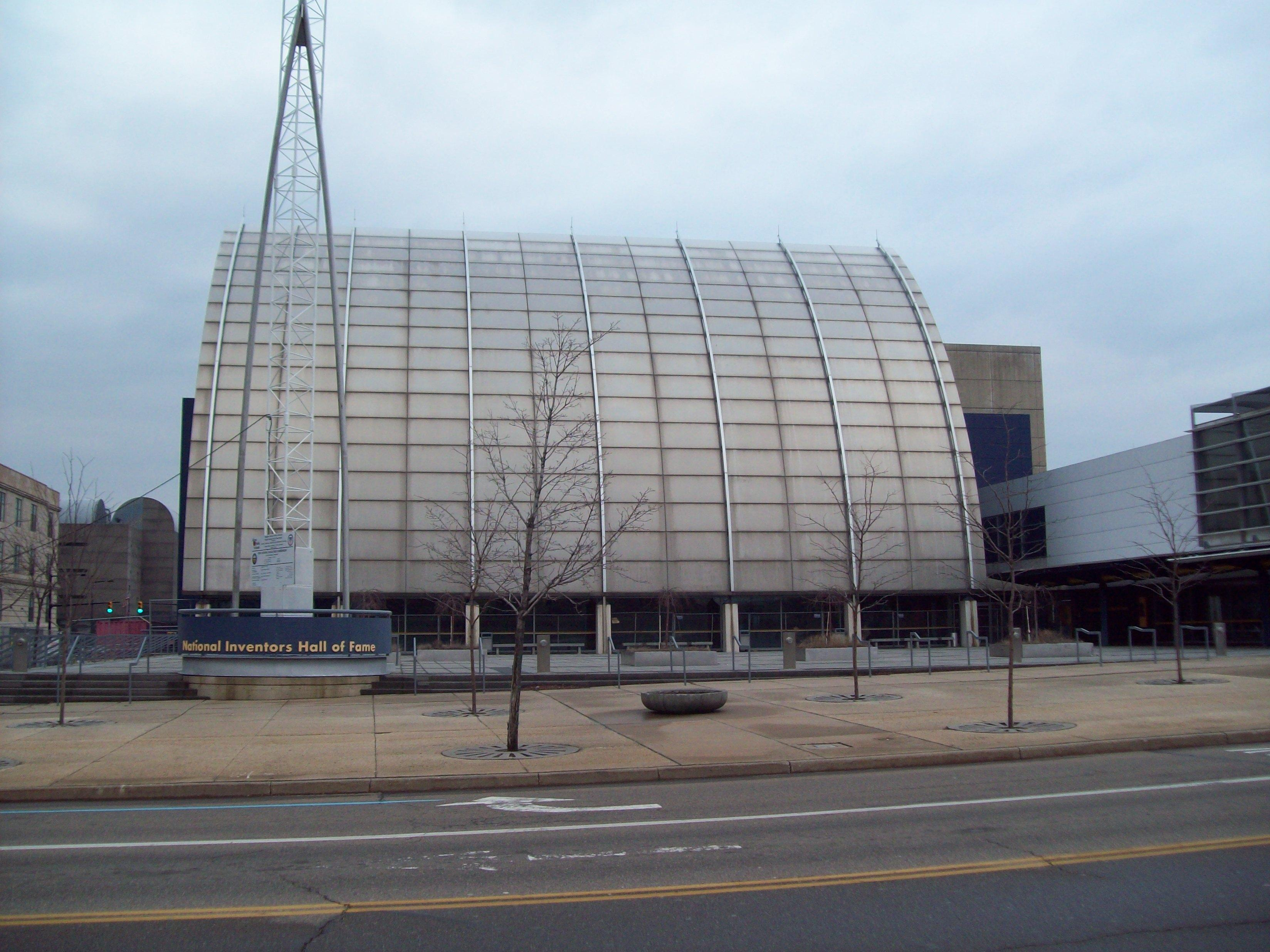
Die National Inventors Hall of Fame im Stadtzentrum von Akron

Sie ist eine gemeinnützige Gesellschaft, die 1973 vom United States Patent and Trademark Office und der National Council of Intellectual Property Law Associations gegründet wurde.
Bis 2007 wurden 371 Personen als Mitglieder geehrt. Sie sind aufgeführt in der Liste der Mitglieder der National Inventors Hall of Fame.
Um aufgenommen zu werden, muss die Person ein US-Patent halten und ihre Erfindung sollte zum Fortschritt von Wissenschaft und Handwerk bzw. Industrie beigetragen haben sowie zum Wohlstand der Nation.